# Nangis
Nangis is een gemeente in het Franse departement Seine-et-Marne (regio Île-de-France) en telt 7479 inwoners (1999). De plaats maakt deel uit van het arrondissement Provins en is de centrumstad van het gemeentelijk samenwerkingsverband Communauté de Communes de la Brie Nangissienne.

## Geschiedenis
In de vroege middeleeuwen lag hier een groot woud, dat eerst werd ontgonnen door monniken. Er werden twee feodale kastelen gebouwd: Chastel en La Motte-Beauvoir. Bij deze kastelen ontstonden nederzettingen, die met elkaar rivaliseerden. De nederzetting bij La Motte-Beauvoir groeide en breidde zich uit langs de weg naar Melun. Dit werd Nangis; deze naam werd voor het eerst vermeld in 1157. Van de nederzetting bij Chastel bleef niet meer over dan een gehucht. Nangis was een ommuurd dorp. Het bleef grotendeels gespaard van oorlogsgeweld.

## Geografie
De oppervlakte van Nangis bedraagt 24,2 km², de bevolkingsdichtheid is 309,0 inwoners per km². Nangis ligt in de landstreek Brie.
De onderstaande kaart toont de ligging van Nangis met de belangrijkste infrastructuur en aangrenzende gemeenten.

## Verkeer en vervoer
In de gemeente ligt spoorwegstation Nangis.

## Demografie
Onderstaande figuur toont het verloop van het inwonertal (bron: INSEE-tellingen).